# Milton (Metro de Boston)
Milton (anteriormente Milton Mills (1848–1871) y Milton Lower Mills (1871–1885)) es una estación en la línea de Alta Velocidad Ashmont–Mattapan del Metro de Boston. La estación se encuentra localizada en Butler Street y Branchfield Street en Milton, Massachusetts. La estación Milton fue inaugurada el 26 de agosto de 1929. La Autoridad de Transporte de la Bahía de Massachusetts es la encargada por el mantenimiento y administración de la estación.

## Descripción
La estación Milton cuenta con 2 plataformas laterales y 2 vías. La estación también cuenta con 45 de espacios de aparcamiento.

## Conexiones
La estación es abastecida por las siguientes conexiones: 
- Rutas de autobuses: Ninguna